# HD 66428
HD 66428 är en ensam stjärna belägen i den västra delen av stjärnbilden Enhörningen. Den har en skenbar magnitud av ca 8,25 och kräver åtminstone en stark handkikare eller ett mindre teleskop för att kunna observeras. Baserat på parallaxmätning inom Hipparcosuppdraget på ca 18,2 mas, beräknas den befinna sig på ett avstånd på ca 180 ljusår (ca 55 parsek) från solen. Den rör sig bort från solen med en heliocentrisk radialhastighet på ca 44 km/s.

## Egenskaper
HD 66428 är en gul till vit stjärna i huvudserien av spektralklass G5 V. Den har en massa som är ungefär tio procent större än solmassan, en radie som är ca 1,15 solradier och har ca 1,3 gånger solens utstrålning av energi från dess fotosfär vid en effektiv temperatur på ca 5 800 K. Den anses vara en inaktiv stjärna och är metallrik ([Fe/H] = 0,310).

## Planetsystem
I juli 2006 publicerades i Astrophysical Journal upptäckten av exoplaneten HD 66428 b. Den hittades vid observationer vid WM Keck-observatoriet genom metoden med mätning av radialhastighet. Den har en minimummassa av mer än 3 Jupitermassor och omloppsbana på ett avstånd av 3,47 AE från stjärnan.
År 2015 bestämdes en noggrannare bana som ledde till upptäckten av en linjär trend i radialhastigheten, som tyder på närvaro av en mer avlägsen följeslagare av okänd karaktär.